# بلدة جورجتاون (ميشيغان)
جورجتاون (بالإنجليزية: Georgetown Township, Michigan)‏ هي بلدة تقع في مقاطعة أوتاوا (ميشيغان) بولاية ميشيغان في الولايات المتحدة. تأسست عام 1836، تبلغ مساحتها 88.3 (كم²)، وترتفع عن سطح البحر 205 م، بلغ عدد سكانها 46985 نسمة في عام 2010 حسب إحصاء مكتب تعداد الولايات المتحدة .

## وصلات خارجية
- - The US50 - Cities and Towns in Michigan State
- Michigan Cities and Towns, Facts, Map, Flag, Colleges, Government, and More